# 寝汗
寝汗（ねあせ）は、睡眠中にかく汗。
結核などの感染症に罹り発熱している時や、室温が高い場合など睡眠中に体温調節が必要な場合や、悪夢を見た時などストレスが溜まった際などに多く見られる。
体温調節機能がまだ発展途上の子供は寝汗を良くかくが、通常の生理現象であり問題はない。室温の調整に注意し、布団を薄掛けする事で解決する。また風邪をひかぬよう、タオルで体を拭いたり、寝具を変える事も効果がある。

## 漢方医学における盗汗について
漢方医学では寝汗を盗汗と呼ぶ。「盗」は「目を盗む、こそこそ出てくる」の意。もしくは、「体液の水分が盗まれた」という意味を持つ。
軽度の盗汗は深く眠るときや朝五時の頃、あるいは目を覚ます前の1〜2時間に汗をかく。汗の量は少なく。起きたときはもう汗をかく事はない。特に不具合を感じることもない。
中度の盗汗は眠りに就いた途端汗をかくことが多い。汗の量も多く衣服を濡らすこともある。起きたあと汗を拭いて、再度寝るときには汗をかくことがない。熱っぽさを感じる事や、起床時に喉の渇きを覚えることもある。
重度の盗汗は眠りに就く途端、あるいは就く前に大量の汗をかいて。そのせいで起こされることが多い。また、再度眠るときにも汗をかく。何度も繰り返さないとまともに眠りにつくことなく、服を何着も着替える。起床時に頭痛や倦怠感を伴う。こういった患者は熱感、焦りや怒りを持つことが多い。こうした発汗は自律神経の乱れや、ホルモンバランスの変化などが原因となる病理的で悪い盗汗の可能性がある。
このような発汗がある場合は病気の症状、あるいはなんらかの病気のサインであると考えられる。